# Wolfgang Sievers

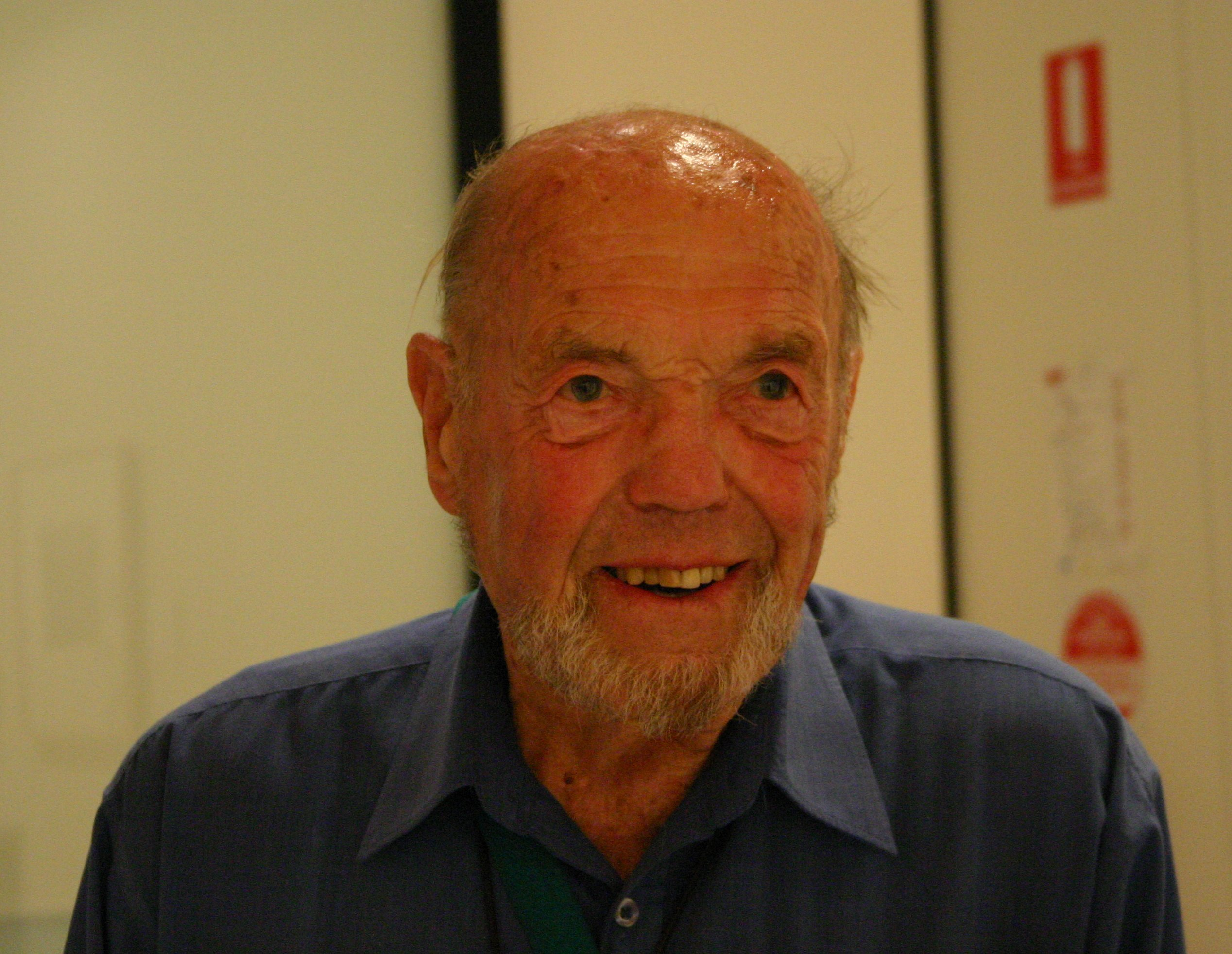
Wolfgang Sievers, 2005

Wolfgang Georg Sievers, född 18 september 1913 i Berlin, död 6 augusti 2007 i Melbourne, war en australisk fotograf av tysk härkomst.
Efter studier vid Contemporaschule für Angewandte Kunst (Bauhaus) tvingades han på grund av sin mors judiska härstamning lämna Tyskland. Han levde först i Portugal och från 1938 i Australien.
Sievers specialiserade sig på arkitektur- och senare industrifotografi. I sin komposition bibehåller han en harmonisk jämvikt mellan människa och maskin. 
År 2000 ägde en stor retrospektiv utställning rum i Arquivo Fotografico Municipal de Lisboa i Portugal. 2002 tecknade det australiska nationalbiblioteket ett avtal med Sievers, varigenom man förvärvade hans kompletta arkiv. 